# 松井朝秀

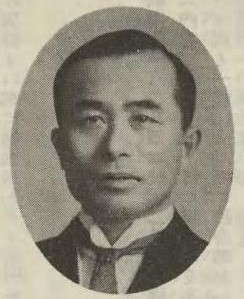
松井朝秀

松井 朝秀（1890年 - ?）は、日本の発明家。
奈良県出身。1915年（大正4年）にゴム製造工場を創設して、自転車用のタイヤ、チューブ、ゴムバンドなどを製造した。
1917年（大正6年）12月に日章ゴム工業株式会社を創立してゴム靴製造を開始したが、病のために挫折した。
その後、1919年（大正8年）に大阪市で工業所を独立経営した。製造した製品を「ナニワ特許靴」と称し、国内だけでなく欧米にも輸出された。

## 実用新案
- 新案第139474号 護謨靴[1]